# Cocceius (bướm nhảy)
Cocceius là một chi bướm ngày thuộc họ Bướm nâu.